# Baruch Hager
Baruch Hager (n. 1895, Vijnița, Ducatul Bucovinei, Austro-Ungaria – d. 2 octombrie 1963, Haifa, Israel) a fost un important rabin hasidic român și israelian, născut în Vijnița. Acesta a fost unul dintre fiii rabinului Yisroel Hager, fiind un important rabin din România interbelică. El a îndeplinit funcția de Rebbe al dinastiei hasidice Seret (parte a Vizhnitz. Totodată, acesta a jucat un rol important și în renașterea postbelică a dinastiei hasidice Vizhnitz.